# Reid Ribble
Reid James Ribble (Neenah, 5 aprile 1957) è un politico statunitense, membro della Camera dei Rappresentanti per lo stato del Wisconsin dal 2011 al 2017.

## Biografia
Nato e cresciuto nel Wisconsin, dopo gli studi Ribble lavorò come imprenditore gestendo l'azienda di famiglia, che si occupava di riparazione di tetti.
Entrato in politica con il Partito Repubblicano, nel 2010 si candidò alla Camera dei Rappresentanti e riuscì ad essere eletto sconfiggendo il deputato democratico in carica Steve Kagen. Fu poi riconfermato dagli elettori nel 2012 e nel 2014, poi nel 2016 annunciò la propria intenzione di non ricandidarsi per un ulteriore mandato e lasciò il seggio.